# Rolf Fäs
Rolf Fäs (Schöftland, Aargau kanton, 1916. október 18. – 1983. október 24.) olimpiai bronzérmes svájci kézilabdázó.
Részt vett az 1936. évi nyári olimpiai játékokon, amit Berlinben rendeztek. A kézilabdatornán játszott, és a svájci válogatott tagjaként bronzérmes lett.